# Cinevulfo del Wessex
Cinevulfo (... – Wiltshire, 786) regnò sul Wessex dal 757 al 786.
Succedette a Sigeberto del Wessex, che era stato deposto. Dopo l'assassinio di Ethelbald di Mercia, questo regno entrò in un periodo di disordine e di lotte civili tra i vari pretendenti al trono. Cinevulfo ne approfittò per dichiarare l'indipendenza del Wessex: attorno al 758 strappò il Berkshire ai merciani. Cinevulfo fu anche spesso in guerra con i gallesi.
Nel 779 Cinevulfo fu sconfitto da Offa di Mercia nella battaglia di Bensington e Offa riconquistò il Berkshire e forse anche Londra. Nonostante questa sconfitta, non sembra che Cinevulfo sia stato assoggettato a Offa (come invece il suo successore, Beorhtric). Nel 786 Cinevulfo fu ucciso a tradimento nella contea di Wiltshire, da Cineardo, fratello del deposto Sigeberto. Alcuni storici hanno speculato che questo racconto nella Cronaca anglosassone potrebbe essere ispirata ad una storia tradizionale e quindi non storicamente accurato.

## Fonti
- (EN) Moderna traduzione della Cronaca anglosassone, su omacl.org. URL consultato il 28 marzo 2006 (archiviato dall'url originale il 21 dicembre 2010).

(The Online Medieval and Classical Library). Vedi anno 755.